# Asianidia perspicillata
Asianidia perspicillata är en insektsart som först beskrevs av Géza Horváth 1909.  Asianidia perspicillata ingår i släktet Asianidia och familjen dvärgstritar. Inga underarter finns listade i Catalogue of Life.